# Rossloch

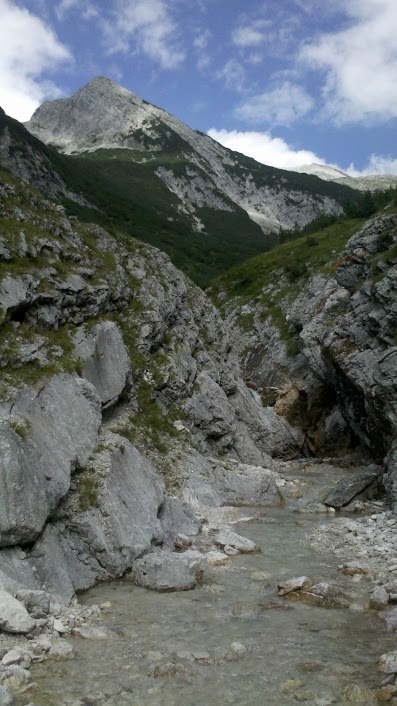
Talabschluss

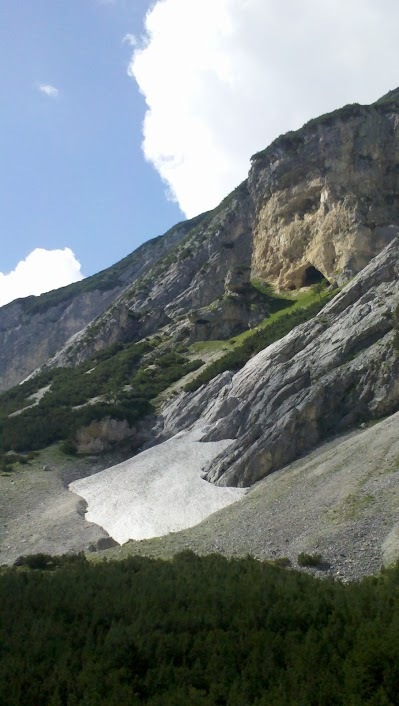
Südabfall der Sonnenspitze zum Rossloch mit Höhle und Altschnee

Als Rossloch wird der am höchsten gelegene Teil des Hinterautals im Karwendel bezeichnet, der als Almkessel den Talabschluss bildet. Das Rossloch zieht sich auf etwa 1300 m Höhe von der Kastenalm (1220 m ü. A.) von West nach Ost bis zum kesselartigen Hinteren Boden. Aufgrund der etwa auf 2000 m Höhe verlaufenden Bergkette mit der Sunntigerspitze und der Gamskarspitze, dem Rosslochkamm, der das Rossloch nach Süden hin abschließt, liegt das Rossloch fast den ganzen Winter im Schatten und bildet deshalb einen Kältepol im Karwendel.
Aus dem Hinteren Boden kommend verläuft das abfließende Wasser zunächst oberirdisch, versickert jedoch bald im Geschiebe. Letztendlich vereint es sich mit dem Lafatscher Bach und bildet einen Teil der Isar.

## Stützpunkte
Die bewirtschaftete Kastenalm befindet sich am westlichen Ende des Rosslochs, bietet aber keine Übernachtungsmöglichkeiten. Eine Übernachtungsmöglichkeit bieten die Hallerangeralm und das Hallerangerhaus.

## Mögliche Touren
Das Rossloch ist eine Verlängerung der klassischen Mountainbike-Tour von Scharnitz durch das Hinterautal zur Kastenalm.
Das Rossloch bildet außerdem den Ausgangspunkt für zahlreiche Bergtouren im Karwendel, z. B. Laliderer Spitze, Dreizinkenspitze, Grubenkarspitze oder Bockkarspitze (2589 m ü. A.), insbesondere für Ziele, die aufgrund der Nordabstürze der Hinterautal-Vomper-Kette, der größten und längsten Bergkette im Karwendel, nur von der südlichen Seite als Bergtour erreichbar sind. Der kürzeste Fußweg nach Scharnitz beträgt jedoch etwa drei Stunden, weshalb Bergsteiger meist für den Fahrweg durch das Hinterautal das Mountainbike verwenden.